# Лимасол (окръг)
Лимасол е един от шестте окръга на Кипър. Главен град е Лимасол. Част от окръга е под британски контрол, тъй като там са разположени британски военни бази. Полуостров Акротири също е под контрол на британците.
Лимасол е с население от 235 330 жители (2011 г.).

## Селища
- Агиос Амвросиос
- Агиос Атанасиос
- Агиос Димитриос
- Агиос Георгиос
- Агиос Йоанис
- Агиос Константинос
- Агиос Мамас
- Агиос Павлос
- Агиос Теодорос
- Агиос Терапон
- Агиос Томас
- Агиос Тихонас
- Агридия
- Агрос
- Акапну
- Акротири
- Акрунда
- Аласа
- Алектора
- Амиандос
- Аногира
- Апесия
- Апсиу
- Аракапас
- Арменохори
- Арсос
- Асгата
- Асоматос
- Авдиму
- Васа Келакиу
- Васа Киланиу
- Викла
- Вуни
- Гераса
- Гермасогия
- Героваса
- Диерона
- Дора
- Дорос
- Димес
- Епископи
- Ептагония
- Ерими
- Зоопиги
- Ипсонас
- Кало Хорио
- Каминария
- Канду
- Капилио
- Като Милос
- Като Платрес
- Като Полемидия
- Келаки
- Килани
- Киперунда
- Кисуса
- Кивидес
- Клонари
- Колоси
- Корфи
- Кука
- Ланея
- Лемиту
- Лимасол
- Лимнатис
- Лофу
- Луварас
- Малия
- Мандрия
- Матиколони
- Меса Гитония
- Монагри
- Монагрули
- Мони
- Мониатис
- Мутаяка
- Омодос
- Пахна
- Палиомилос
- Палодия
- Пано Амиандос
- Пано Полемидия
- Парамали
- Парамита
- Пареклисия
- Пелендри
- Пендакомо
- Пера Педи
- Писури
- Платанистия
- Платрес
- Потамиу
- Потамитиса
- Прастио (Авдиму)
- Прастио (Келаки)
- Продромос
- Пиргос
- Санида
- Силику
- Сотира
- Суни-Занадзия
- Спитали
- Стеракову
- Сикопетра
- Трахони
- Трис Елиес
- Тримиклини
- Фасула
- Фини
- Финикария
- Хандрия
- Церкези